# Abdelwahab Ben Ayed
Pour les articles homonymes, voir Ayed.
Abdelwahab Ben Ayed, né en avril 1938 à Sfax et mort le 4 avril 2019, est un homme d'affaires tunisien. Il est connu comme le fondateur et le premier PDG du groupe Poulina.

## Biographie
Né en avril 1938 en tant que deuxième d'une fratrie de neuf enfants, Abdelwahab Ben Ayed obtient un diplôme d'ingénieur agronome après des études à Toulouse puis effectue un passage par le ministère de l'agriculture tunisien où il occupe les fonctions de chef de laboratoire chimie en 1965. Déçu par les options socialistes du régime, il en démissionne pour se lancer dans les affaires : il acquiert le 14 juillet 1967 un poulailler avec l'aide financière de son père magasinier et de ses amis pour collecter un capital initial de 15 000 dinars. Cet achat constitue l'ébauche de ce qui devient peu à peu le groupe Poulina, le premier groupe privé tunisien dans les années 2000.
Élu « entrepreneur africain de l'année 1985 » par l'hebdomadaire Jeune Afrique, il s'apprêtait en 2008 à céder la direction de son groupe à Karim Ammar. Parmi l'une de ses autres réalisations, on retrouve notamment Medina Mediterranea, un complexe résidentiel, touristique, culturel et commercial situé à Yasmine Hammamet.
Il a appartenu au comité central du Rassemblement constitutionnel démocratique au pouvoir avant sa dissolution en 2011. Il intègre le conseil d'administration de la Banque centrale de Tunisie en septembre 2012.
Il meurt le 4 avril 2019.